# Maggie Gyllenhaal

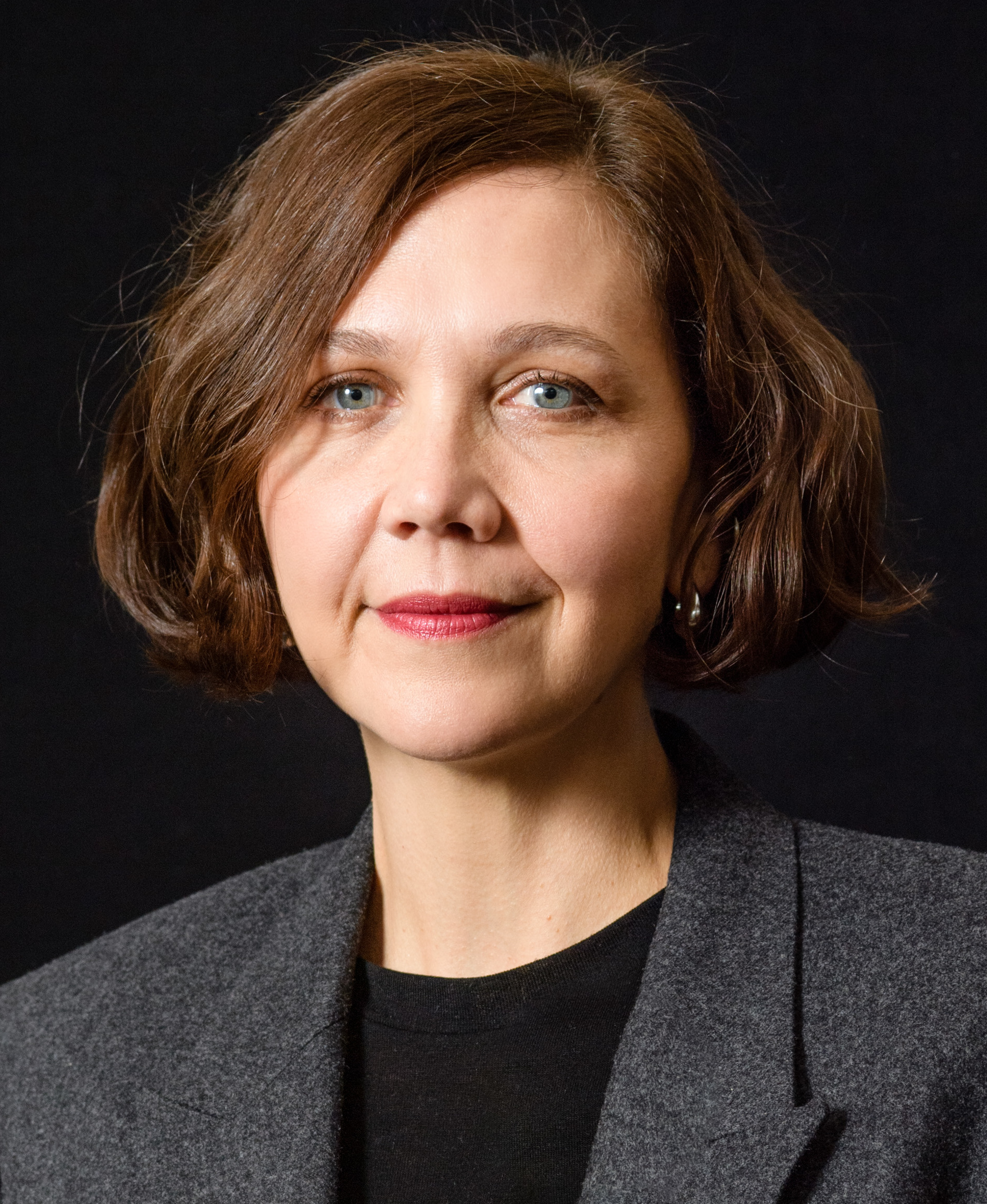
Maggie Gyllenhaal (2021)

Margolit Ruth „Maggie“ Gyllenhaal ['dʒɪlənhɑl] (* 16. November 1977 in New York City) ist eine US-amerikanische Schauspielerin und Filmemacherin.

## Leben und Karriere
Margolit Ruth Gyllenhaal wurde 1977 in New York als Tochter des Regisseurs Stephen Gyllenhaal und der Produzentin und Autorin Naomi Foner geboren. Ihr jüngerer Bruder ist der Schauspieler Jake Gyllenhaal. Die Familie väterlicherseits ist englischer und schwedischer Herkunft und gehört zum alten Adel Schwedens; sie wurde 1652 nobilitiert. Ihre Familie mütterlicherseits ist litauisch- und russisch-jüdischer Herkunft.
Gyllenhaal wuchs überwiegend in Los Angeles in Kalifornien auf und besuchte dort die Schule. 1995 ging sie zurück in ihre Geburtsstadt New York und nahm dort an der Columbia University ein Studium in Literatur und östlichen Religionen auf, das sie 1999 mit einem Bachelor-Abschluss beendete. Danach zog sie nach London, wo sie an der Royal Academy of Dramatic Art eine Ausbildung zur Schauspielerin absolvierte.
Erste schauspielerische Erfahrungen konnte Gyllenhaal allerdings schon vor ihrem Studium sammeln: Noch während ihrer Schulzeit debütierte sie in Filmen ihres Vaters, 1992 in Waterland, 1993 in A Dangerous Woman, diesmal an der Seite ihres Bruders Jake. Erste Beachtung fand die Schauspielerin 2001 mit ihren Rollen in Richard Kellys Donnie Darko und Unterwegs mit Jungs.
Gyllenhaals Rolle als devote Sekretärin im Jahr 2002 in Steven Shainbergs Secretary trug ihr eine erste Golden-Globe-Nominierung ein, außerdem wurde sie mit dem Nachwuchspreis der IFP/Gotham Awards in New York ausgezeichnet. 2003 spielte sie in dem Filmdrama Mona Lisas Lächeln neben Julia Roberts und Kirsten Dunst eine der Hauptrollen.
2008 übernahm sie die Rolle der Rachel Dawes in der Comicverfilmung The Dark Knight und ersetzte damit Katie Holmes aus dem Vorgängerfilm. Der Film wurde ein großer kommerzieller Erfolg. 2010 wurde sie für ihre Nebenrolle einer Journalistin in dem Musikfilm Crazy Heart für den Oscar nominiert. 2013 sah man Gyllenhaal in dem Actionthriller White House Down in der Rolle einer Regierungsagentin.
2017 wurde Gyllenhaal in die Wettbewerbsjury der 67. Internationalen Filmfestspiele Berlin berufen, nachdem ihr Bruder 2012 die gleiche Aufgabe übernommen hatte. 2021 übernahm sie dieselbe Aufgabe beim 74. Filmfestival von Cannes.
Ebenfalls 2017 begann sie sich parallel neben der Schauspielerei im Filmgeschäft zu etablieren. So trat sie erstmals als Koproduzentin der HBO-Serie The Deuce (2017–2019) in Erscheinung, in der sie an der Seite von James Franco eine der Hauptrollen bekleidete. Der Part der Prostituierten und späteren Pornofilmregisseurin Eileen 'Candy' Merrell brachte ihr u. a. Nominierungen für den Golden Globe Award, Satellite Award und Critics’ Choice Television Award ein. Ebenfalls koproduzierte sie den preisgekrönten Spielfilm The Kindergarten Teacher von Sara Colangelo, in dem sie abermals die Hauptrolle bekleidete. 2020 war sie am Drehbuch und Regie einer Folge der Serie Homemade beteiligt, in der Filmschaffende von ihrem Leben während der anhaltenden COVID-19-Pandemie berichteten.
2021 stellte Gyllenhaal mit Frau im Dunkeln ihren ersten Spielfilm fertig, bei dem sie als Regisseurin, Drehbuchautorin und Koproduzentin fungierte. Die Romanverfilmung nach Elena Ferrante mit Olivia Colman in der Hauptrolle wurde in den Wettbewerb um den Goldenen Löwen der 78. Filmfestspiele von Venedig eingeladen. Eigenen Angaben zufolge habe Gyllenhaal erst durch ihre Rolle in The Deuce sich selbst eingestanden, dass sie Filmregisseurin werden wollte. Zu ihren Vorbildern zählt der Filmemacher Mike Nichols.

## Privates
Maggie Gyllenhaal ist seit 2009 mit dem Schauspieler Peter Sarsgaard verheiratet, den sie 2003 bei den Dreharbeiten zum bisher unveröffentlichten Low-Budget-Film In God’s Hands kennenlernte. Sie haben zwei gemeinsame Töchter. Gyllenhaal ist regelmäßig politisch aktiv. So geriet sie 2005 im Zuge einiger Aussagen bezüglich der Terroranschläge am 11. September 2001 in die Kritik. Sie hatte den USA eine Mitschuld an den Terroranschlägen zugeschrieben.

## Filmografie

### Schauspielerin
- 1992: Waterland
- 1998: Homegrown
- 2000: Cecil B. Demented
- 2001: Donnie Darko
- 2001: Unterwegs mit Jungs (Riding in Cars with Boys)
- 2002: Adaption – Der Orchideen-Dieb (Adaptation.)
- 2002: Geständnisse – Confessions of a Dangerous Mind (Confessions of a Dangerous Mind)
- 2002: Secretary
- 2002: 40 Tage und 40 Nächte (40 Days And 40 Nights)
- 2003: Mona Lisas Lächeln (Mona Lisa Smile)
- 2003: Casa de los babys
- 2004: The Pornographer: A Love Story
- 2004: Criminal
- 2004: Das Verhör (Strip Search, Fernsehfilm)
- 2005: Happy Endings
- 2005: The Great New Wonderful
- 2005: Liebe ist Nervensache (Trust the Man)
- 2006: Paris, je t’aime
- 2006: Schräger als Fiktion (Stranger than Fiction)
- 2006: World Trade Center
- 2006: SherryBaby
- 2008: The Dark Knight
- 2009: Away We Go – Auf nach Irgendwo
- 2009: Crazy Heart
- 2010: Eine zauberhafte Nanny – Knall auf Fall in ein neues Abenteuer (Nanny McPhee and the Big Bang)
- 2011: In guten Händen (Hysteria)
- 2012: Um Klassen besser (Won’t Back Down)
- 2013: White House Down
- 2014: Frank
- 2014: River of Fundament
- 2014: The Honourable Woman (Miniserie, acht Folgen)
- 2017–2019: The Deuce (Fernsehserie, 25 Folgen)
- 2018: The Kindergarten Teacher
- 2020: Homemade (Fernsehserie, Folge: „Penelope“)

### Regie
- 2020: Homemade (Fernsehserie, 1 Folge) – auch Drehbuch
- 2021: Frau im Dunkeln (The Lost Daughter)

## Auszeichnungen
- 2002: Golden-Globe-Nominierung (Beste Hauptrolle – Komödie/Musical) für Secretary
- 2007: Golden-Globe-Nominierung (Beste Hauptrolle – Drama) für SherryBaby
- 2010: Oscar-Nominierung (Beste Nebenrolle) für Crazy Heart
- 2015: Golden-Globe in der Kategorie Beste Hauptdarstellerin – Mini-Serie oder TV-Film für The Honourable Woman
- 2018: Golden-Globe-Nominierung (Beste Hauptrolle – Mini-Serie oder TV-Film) für The Deuce
- 2022: Golden-Globe-Nominierung (Beste Regie) für The Lost Daughter
- 2022: BAFTA-Nominierung (Bestes adaptiertes Drehbuch) für The Lost Daughter
- 2022: Oscar-Nominierung (Bestes adaptiertes Drehbuch) für The Lost Daughter